# Tripterospermum maculatum
Tripterospermum maculatum är en gentianaväxtart som beskrevs av Adr.Favre, Matuszak och Muellner. Tripterospermum maculatum ingår i släktet Tripterospermum och familjen gentianaväxter. Inga underarter finns listade i Catalogue of Life.